# Saison 6 de Lucifer
Chronologie
Saison 5 -
La sixième et dernière saison de Lucifer, série télévisée américaine, est composée de dix épisodes.
La saison 6 est disponible dès le 10 septembre 2021 sur Netflix.

## Distribution

### Acteurs principaux
- Tom Ellis (VF : Damien Ferrette) : Lucifer Morningstar
- Lauren German (VF : Stéphanie Lafforgue) : Chloé Decker
- Kevin Alejandro (VF : Pierre Tessier) : Daniel « Dan » Espinoza (appelé « lieutenant Ducon » par Lucifer), l'ex mari de Chloé
- D. B. Woodside (VF : Jean-Louis Faure) : Amenadiel
- Lesley-Ann Brandt (VF : Barbara Beretta) : Mazikeen « Maze » Smith (en)
- Aimee Garcia (VF : Dorothée Pousséo) : Ella Lopez
- Brianna Hildebrand (VF : Camille Timmerman) :  Aurora « Rory » Decker
- Scarlett Estevez (VF : Maryne Bertieaux) : Beatrice « Trixie » Espinoza
- Inbar Lavi (VF : Claire Baradat) : Ève
- Scott Porter (VF : Alexandre Gillet) : le lieutenant Caroll Corbett
- Rachael Harris (VF : Nathalie Homs) : Dr Linda Martin

Photos des acteurs principaux
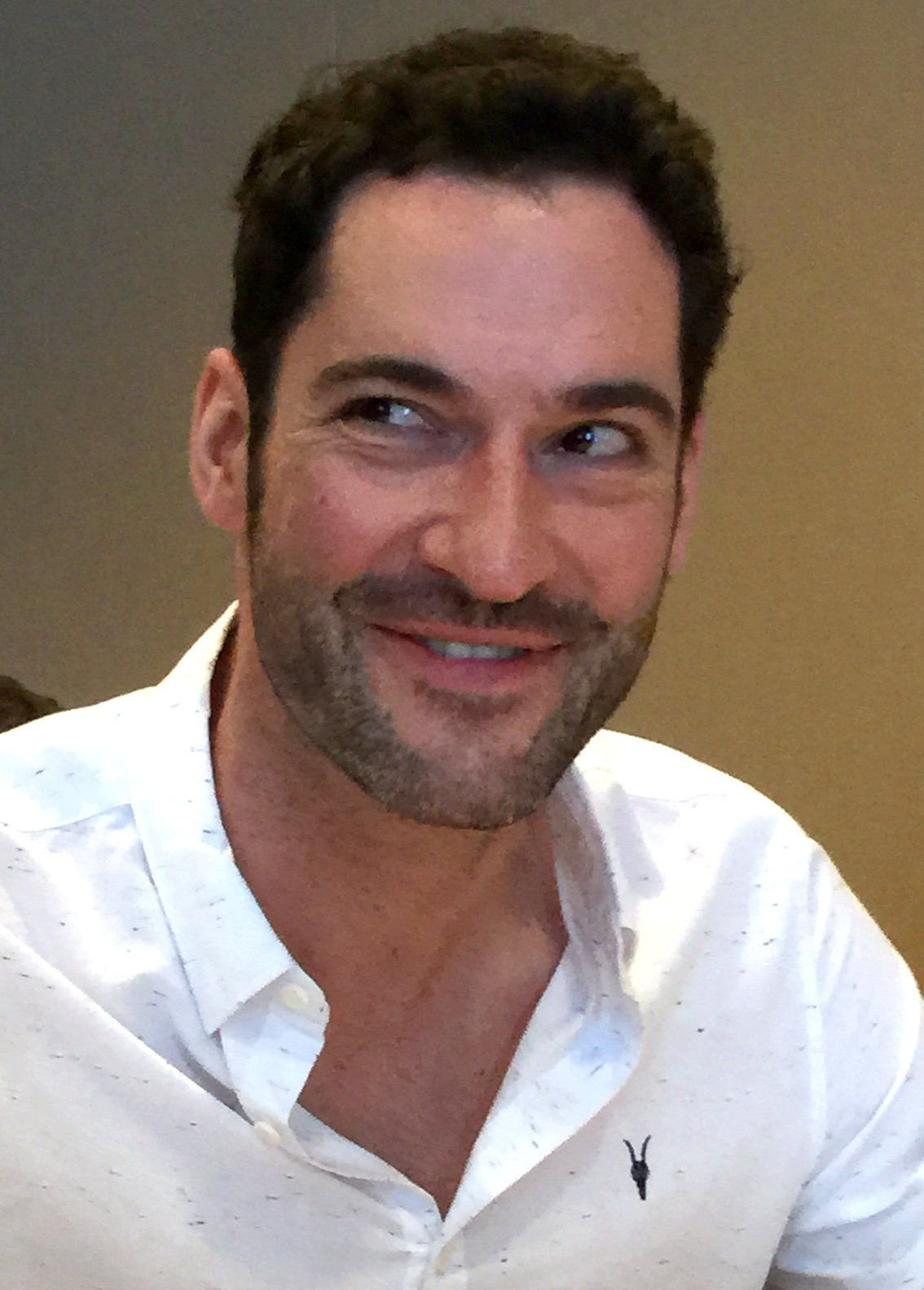
Tom Ellis interprète Lucifer Morningstar.
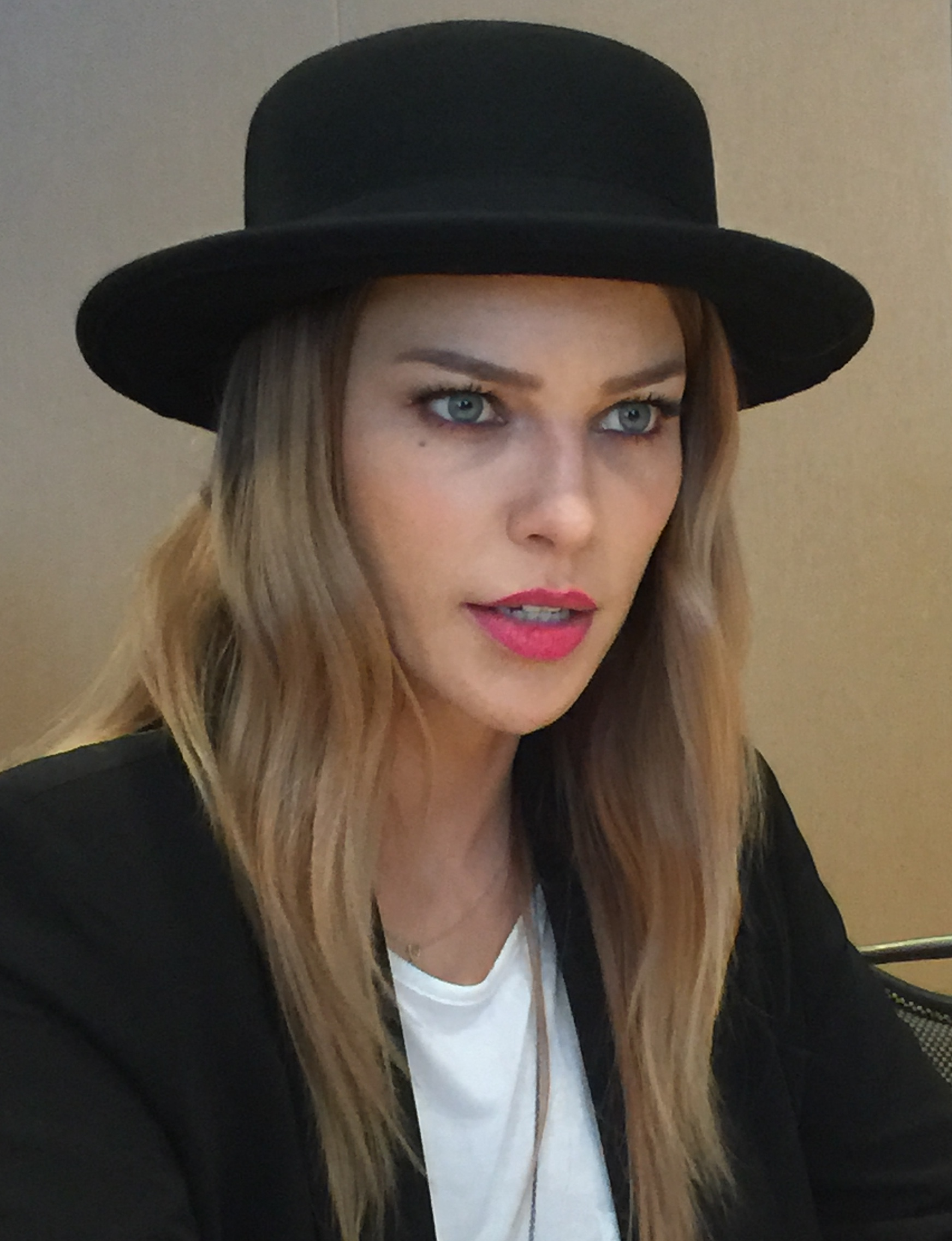
Lauren German interprète Chloé Decker.
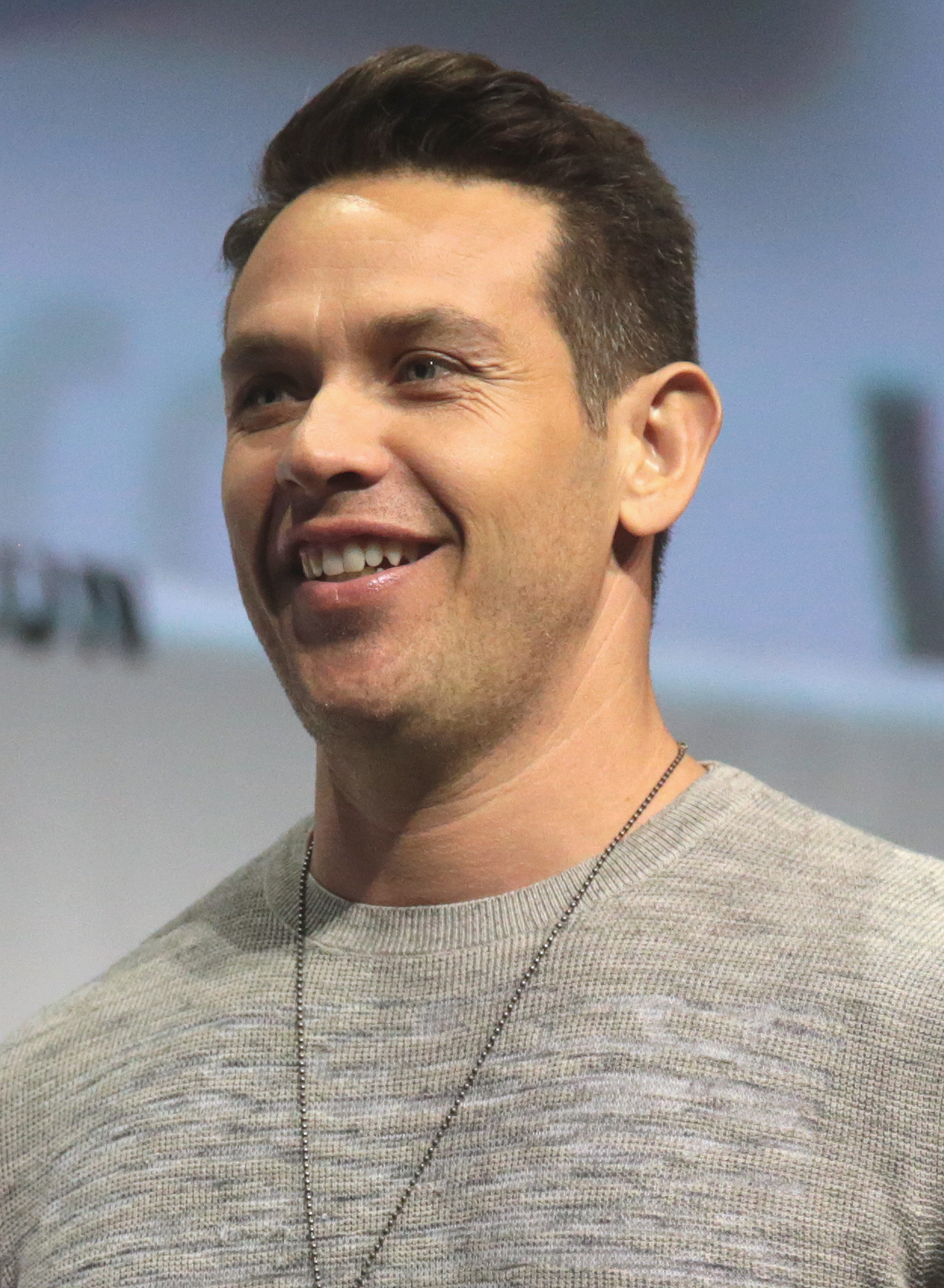
Kevin Alejandro dans le rôle du lieutenant Daniel « Dan » Espinoza.
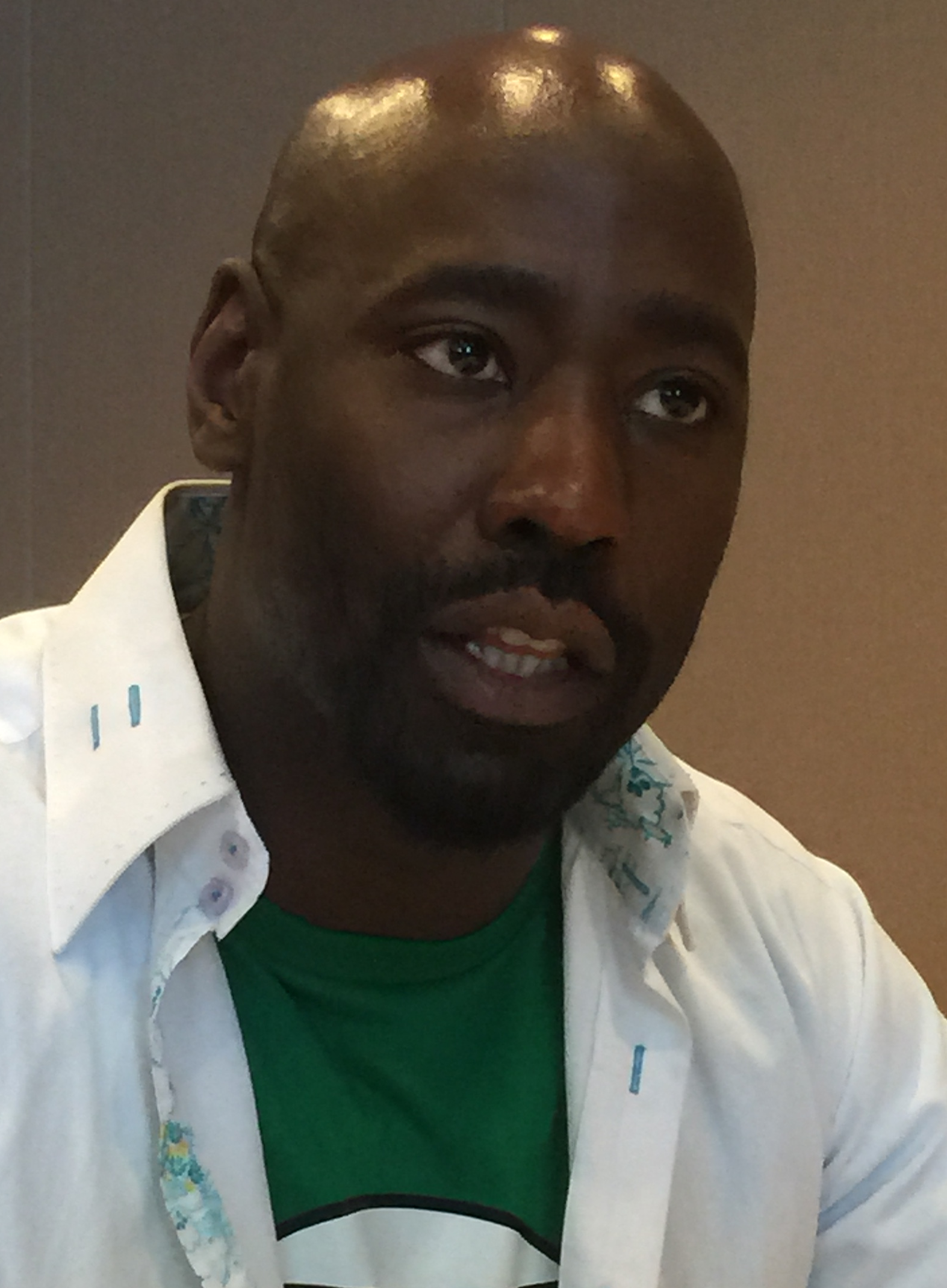
D. B. Woodside interprète Amenadiel.
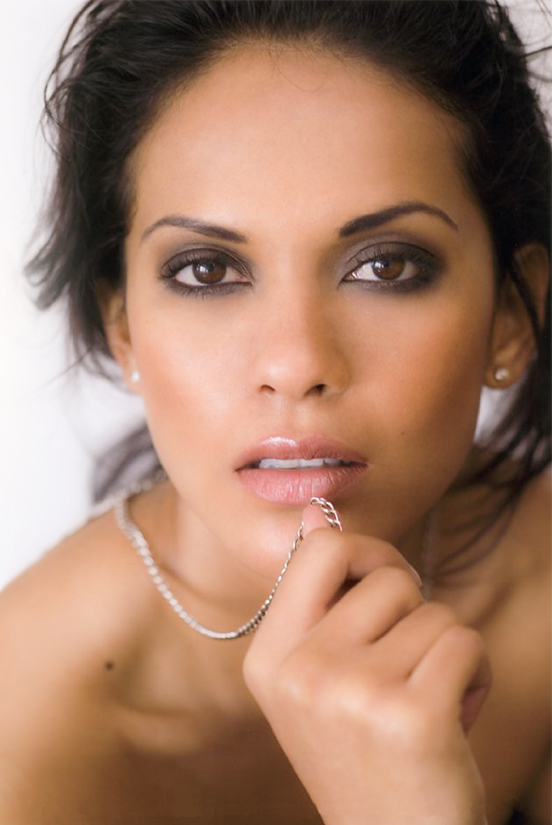
Lesley-Ann Brandt interprète Mazikeen « Maze » Smith (en).
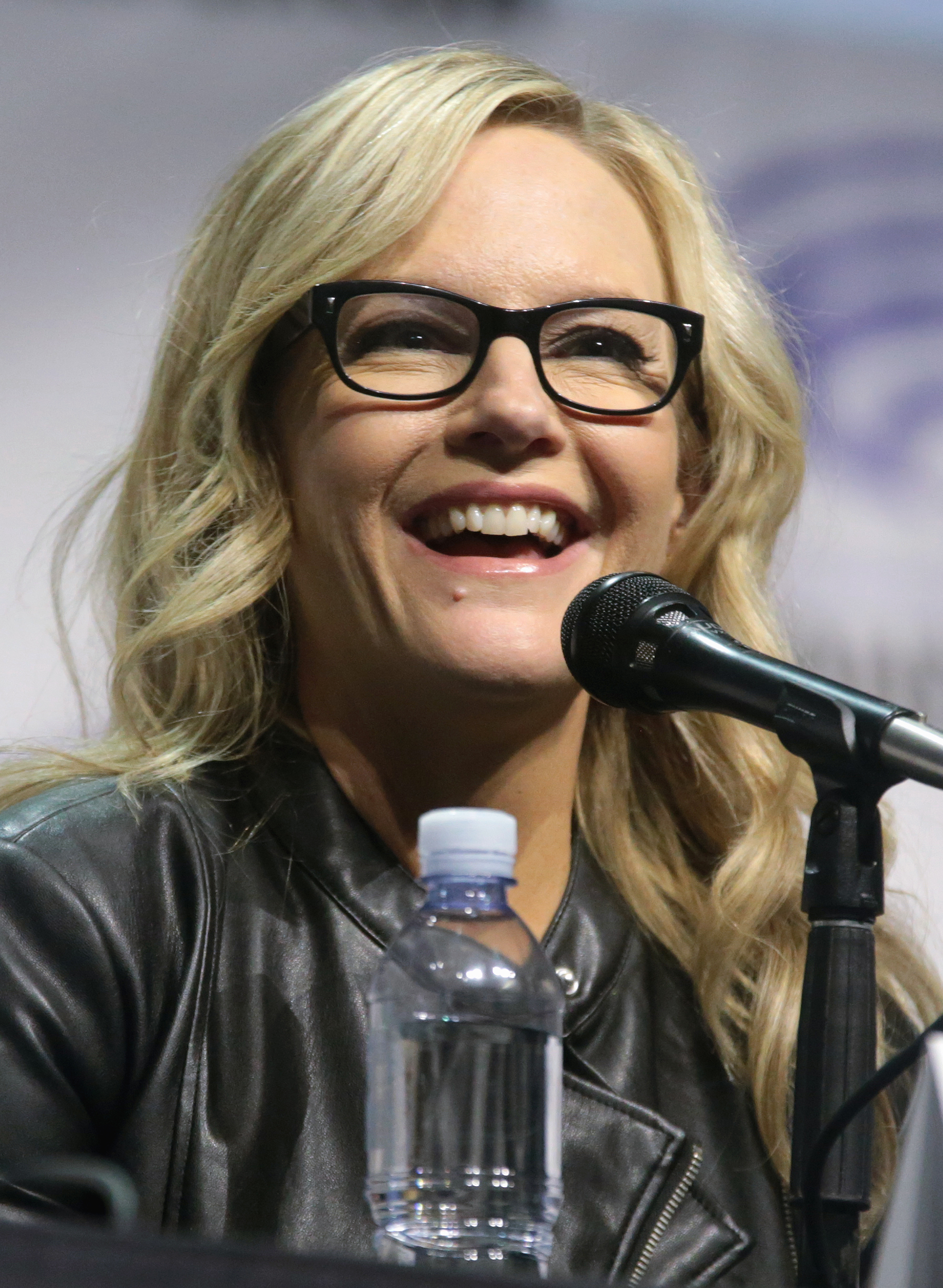
Rachael Harris interprète Linda Martin.
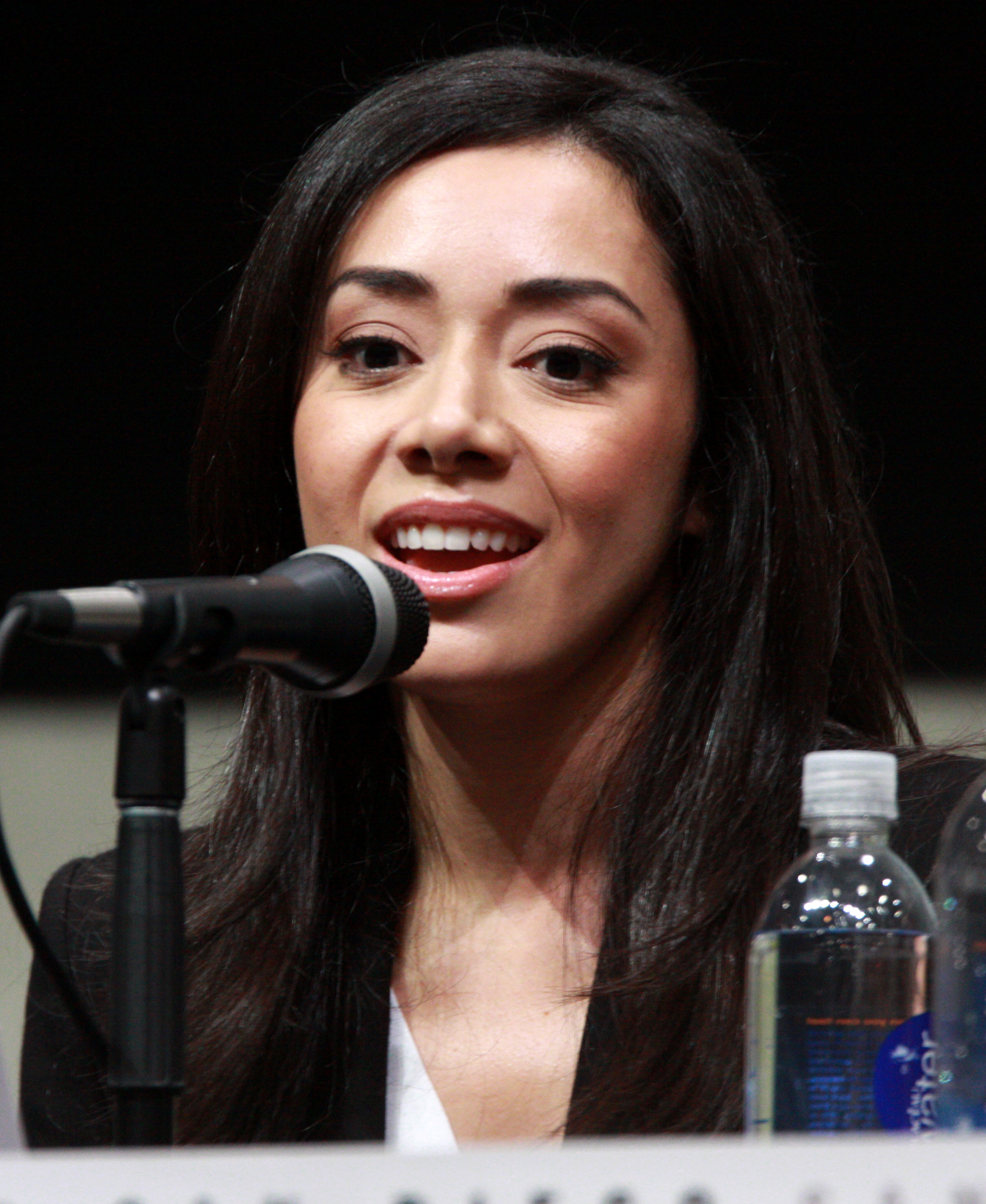
Aimee Garcia interprète Ella Lopez.
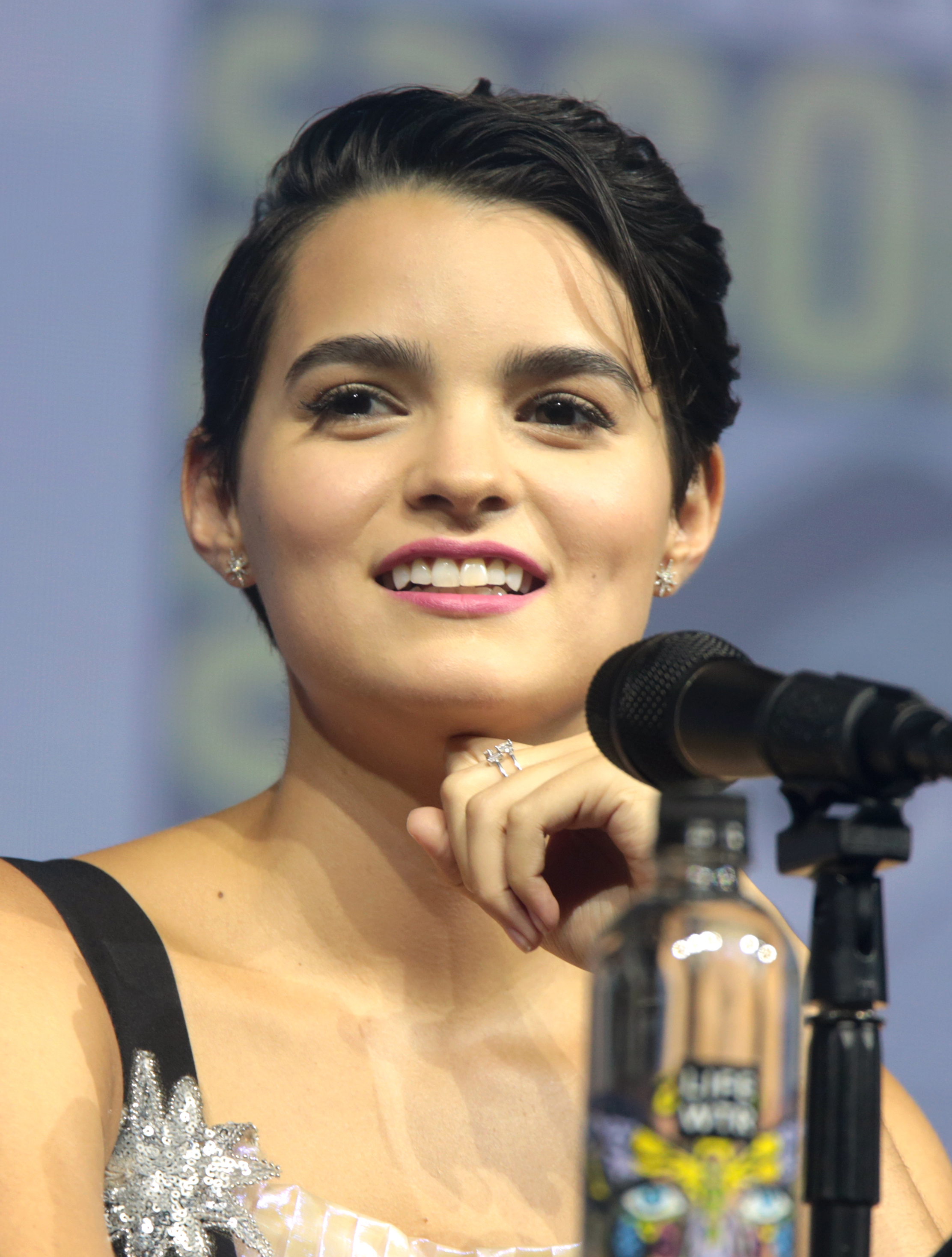
Brianna Hildebrand dans le rôle Aurora « Rory » Decker.

### Acteurs récurrents
- Merrin Dungey (VF : Virginie Emane) : l'officier Sonya Harris (6 épisodes)

### Invités
- Tricia Helfer (VF : Laura Préjean) : Charlotte Richards (épisode 10)

## Production

### Développement
Le 6 juin 2019, la série a été renouvelée pour une cinquième saison présentée comme étant la dernière.
Le 29 mai 2020, Tom Ellis a annoncé avoir signé pour une sixième saison.
Le 23 juin 2020, la série est officiellement renouvelée pour une sixième et dernière saison de dix épisodes.

### Tournage
Le tournage de cette saison a débuté le 24 septembre 2020, soit juste après la fin de tournage de la cinquième saison et s'est terminé le 29 mars 2021.

## Liste des épisodes
1. Rien ne change jamais par ici
2. Des tonnes de bagages
3. Plans d'enfer
4. En quête de père
5. L'Assassinat de Lucifer Morningstar
6. Les Mains sales
7. Le Mariage de ma meilleure démone
8. Qui sauve le diable sauve le monde !
9. Les Adieux de Lucifer
10. Partenaires à jamais

### Épisode 1:Rien ne change jamais par ici
- : 10 septembre 2021 sur Netflix

- Inbar Lavi : Eve
- Scott Porter : Carol Corbett
- Matt Corboy : Officier Diggs
- Bjorn Johnson : Magnar
- Elizabeth Grullon : Erika
- Chris Coy : Alan

### Épisode 2:Des tonnes de bagages
- : 10 septembre 2021 sur Netflix

- Brianna Hildebrand : Rory
- Scott Porter : Carol Corbett
- Lindsey Shaw : Kate Jacobs
- Tess Paras : Nurse Demon
- John Griffin : Niles
- Caldwell Tidicue : Busty Bazoongas / Brian

### Épisode 3:Plans d'enfer
- : 10 septembre 2021 sur Netflix

- Brianna Hildebrand : Rory
- Merrin Dungey : Officier Sonja Harris
- James Immekus : Young Jimmy
- John Pankow : Jimmy Barnes
- Cindy Alfonso : Sphinx
- Andersen Bloomberg : Child Jimmy

### Épisode 4:En quête de père
- : 10 septembre 2021 sur Netflix

- Don Swayze : Propriétaire station service
- Alina Phelan : Rabbi Esther Barnum
- Allison Acosta : Cecily
- Sara Anne : Mira Barnum
- Kristin Carey : Eliza
- Nicola Lambo : Ana Christina Perez Del Rio
- Peter Lindstedt : Rob Daniell
- Maury Morgan : Danica

### Épisode 5:L'Assassinat de Lucifer Morningstar
- : 10 septembre 2021 sur Netflix

- Brianna Hildebrand : Rory
- Inbar Lavi : Eve
- Devin Kawaoka : Cody
- Michelle Kim : Dr. Erin Kyle
- Alexandria Delgado : Cindy

### Épisode 6:Les Mains sales
- : 10 septembre 2021 sur Netflix

- Merrin Dungey : Officier Sonja Harris
- Jasmine Ashanti : Makayla Williams
- Patricia Belcher : Loretta
- Brian Oblak : Officer James Reiben

### Épisode 7:Le Mariage de ma meilleure démone
- : 10 septembre 2021 sur Netflix

- Scott Porter : Carol Corbett
- Scott MacArthur : Adam
- Roze JC Zepeda : Milan

### Épisode 8:Qui sauve le diable sauve le monde!
- : 10 septembre 2021 sur Netflix

- Brianna Hildebrand : Rory
- Scott Porter : Carol Corbett
- Genevieve Gauss : Officier Cacuzza
- Paolo Mascitti : Smokin' Hot Sommelier

### Épisode 9:Les Adieux de Lucifer
- : 10 septembre 2021 sur Netflix

- Rob Benedict : Vincent Le Mec / Dan Espinoza
- Miles Burris : Jophiel
- Aaron Bledsoe : Josh
- Carlos E. Campos : Vlad

### Épisode 10:Partenaires à jamais
- : 10 septembre 2021 sur Netflix

- Rob Benedict : Vincent Le Mec
- Scott Porter : Carol Corbett
- Merrin Dungey : Officier Sonja Harris
- Patrick Fabian : Reese Getty
- Tricia Helfer : Charlotte
- Alanna Blair : Bridget
- Jean Carol : Elderly Chloe